# 新竹縣 (1945年—1950年)
1945年至1950年間的中華民國臺灣省曾設立行政區新竹縣，位於臺灣西北部，與臺北縣、新竹市、臺中縣相鄰。1945年二戰終結後，日治時期新竹州改制為新竹縣。新竹市改制為省轄市。縣治設桃園鎮（今桃園市桃園區）。1950年調整行政區域，改名桃園縣，並分出部分轄區新設新竹縣、苗栗縣。

## 行政區劃
民國三十四年（1945年）臺灣脫離日本統治，新竹州改制為新竹縣，新竹市改制為省轄市，縣市分治，縣治遷至桃園鎮，轄有8縣轄區、共計44個鄉鎮。民國三十五年（1946年），將竹東鎮與寶山鄉劃入新竹市，民國三十八年（1949年），將大溪區角板鄉與竹東區尖石鄉、五峰鄉和大湖區大安鄉（現稱泰安鄉）等4鄉合併為新峰區。民國三十九年（1950年）調整行政區域，改名桃園縣，縮減為桃園區、中壢區、大溪區，與新峰區角板鄉等4鎮9鄉組成，轄4鎮、9鄉，其餘原轄區及原新竹市新設新竹縣、苗栗縣。 